# تمزوزت
تمزوزت هي قرية أمازيغية جبلية مغربية وسط المملكة. تنتمي تمزوزت لإقليم الحوز. تضم هذه القرية 12.245 نسمة (إحصاء 2004).